# جعبه‌ها (فیلم)
جعبه‌ها (فرانسوی: Les Boites‎) فیلمی در ژانر درام به کارگردانی جین برکین است که در سال ۲۰۰۷ منتشر شد.

## بازیگران
- جرالدین چاپلین
- میشل پیکولی
- جین برکین
- جان هرت
- چکی کاریو
- آنی ژیراردو
- موریس بنیشو
- ادل اگزارکوپولوس